# Stazione di Berlino-Grünau
La stazione di Berlino-Grünau (in tedesco Berlin-Grünau) è una stazione ferroviaria di Berlino, sita nel quartiere omonimo.

## Movimento
La stazione è servita dalle linee S 46, S 8 e S 85 della S-Bahn.

## Interscambi
- Fermata tram (linea 68)
- Fermata autobus